# マリー・ド・クレーヴ (1426-1487)
マリア・フォン・クレーフェ（独:Maria von Kleve）またはマリー・ド・クレーヴ（仏:Marie de Clèves, 1426年9月19日 - 1487年8月23日）は、フランス王家傍系のオルレアン公シャルルの3番目の妻で、フランス王ルイ12世の母。

## 生涯
クレーフェ＝マルク公アドルフとその2番目の妻でブルゴーニュ公ジャン1世（無怖公）の娘であるマリー（1394年 - 1464年）の間の六女として生まれた。1440年11月6日にサントメールにおいて、母方の叔父のブルゴーニュ公フィリップ3世（善良公）の取り成しでヴァロワ＝オルレアン家の当主シャルルと結婚した。花嫁が14歳の少女だったのに対し、花婿は49歳で老境に差し掛かっており、2人の妻を亡くした男やもめだった。しかし夫婦仲は良好だったとされ、マリーは結婚して16年間は子供が出来なかったが、その後3人の子供に恵まれた。
- マリー（1457年 - 1493年） - 1476年、エタンプ伯ジャン・ド・フォワと結婚
- ルイ12世（1462年 - 1515年） - フランス王
- アンヌ（1464年 - 1491年） - フォントヴロー女子修道院長